# Blumenau
För andra betydelser, se Blumenau (olika betydelser).
Blumenau är en stad och kommun i Brasilien och ligger i delstaten Santa Catarina. Kommunens folkmängd uppgår till cirka 330 000 invånare. Blumenau grundades 2 september 1850 av Hermann Bruno Otto Blumenau samt 17 tyska immigranter.
Terrängen i kommunen är kuperad åt sydost, men åt nordväst är den platt.

## Administrativ indelning
Kommunen var 2010 indelad i tre distrikt:
- Blumenau
- Grande Garcia
- Itoupava

## Klimat
|                                            | Jan   | Feb   | Mar   | Apr  | Maj  | Jun  | Jul  | Aug  | Sep   | Okt   | Nov  | Dec   |
| ------------------------------------------ | ----- | ----- | ----- | ---- | ---- | ---- | ---- | ---- | ----- | ----- | ---- | ----- |
| Normaldygnets maximitemperaturs medelvärde | 29    | 29    | 28    | 26   | 24   | 22   | 21   | 22   | 22    | 24    | 26   | 28    |
| Normaldygnets minimitemperaturs medelvärde | 22    | 22    | 22    | 20   | 16   | 14   | 14   | 14   | 16    | 18    | 19   | 21    |
|                                            |       |       |       |      |      |      |      |      |       |       |      |       |
| Nederbörd                                  | 195,4 | 153,9 | 110,2 | 81,7 | 84,4 | 71,6 | 74,7 | 61,5 | 104,0 | 116,0 | 98,4 | 140,4 |

| Diagram | temperaturer i °C • månadsnederbörd i mm • Källa: MSN Weather | temperaturer i °C • månadsnederbörd i mm • Källa: MSN Weather | temperaturer i °C • månadsnederbörd i mm • Källa: MSN Weather | temperaturer i °C • månadsnederbörd i mm • Källa: MSN Weather | temperaturer i °C • månadsnederbörd i mm • Källa: MSN Weather | temperaturer i °C • månadsnederbörd i mm • Källa: MSN Weather | temperaturer i °C • månadsnederbörd i mm • Källa: MSN Weather | temperaturer i °C • månadsnederbörd i mm • Källa: MSN Weather | temperaturer i °C • månadsnederbörd i mm • Källa: MSN Weather | temperaturer i °C • månadsnederbörd i mm • Källa: MSN Weather | temperaturer i °C • månadsnederbörd i mm • Källa: MSN Weather | temperaturer i °C • månadsnederbörd i mm • Källa: MSN Weather |
|         | 195 29 22                                                     | 154 29 22                                                     | 110 28 22                                                     | 82 26 20                                                      | 84 24 16                                                      | 72 22 14                                                      | 75 21 14                                                      | 62 22 14                                                      | 104 22 16                                                     | 116 24 18                                                     | 98 26 19                                                      | 140 28 21                                                     |

## Kända personer med ankytning till Blumenau
- Fritz Müller, biolog
- Tiago Splitter, basketspelare
- Edward af Sillén, manusförfattare och regissör